# Benedetto Di Falco
Benedetto Di Falco (o Del Falco o Falcone; Napoli, inizio XVI secolo – dopo il 1568) è stato un grammatico e scrittore italiano.

## Biografia
Nel 1535 Di Falco diede alla luce la sua prima opera, Descrizione de' luoghi antiqui di Napoli.
Sempre nel 1535 pubblicò il primo Rimario in italiano non limitato a un solo autore.
Avversario di Pietro Bembo, Di Falco insegnò grammatica a Napoli, propria città natale, e a Sarno.

## Opere
- Rimario, Napoli, M. Cancer, 1535.
- Descrittione de i luoghi antichi di Napoli, e del suo amenissimo distretto, Napoli, G. Sugganappo, 1549.
- Antichità di Napoli, e del suo amenissimo distretto, Napoli, C. Porsile, 1679.